# René Goblet

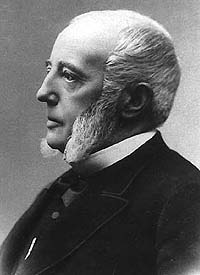
René Goblet

René Goblet (* 26. November 1828 in Aire-sur-la-Lys, Département Pas-de-Calais; † 13. September 1905 in Paris) war ein französischer Politiker und von 1886 bis 1887 französischer Premierminister.
Nach dem Studium der Rechtswissenschaften wurde er im Zweiten Kaiserreich Mitbegründer des liberalen Journals Le Progrès de la Somme.

## Frühes politisches Leben
Für das Departement Somme wurde Goblet im Juli 1871 erstmals zum Mitglied der Nationalversammlung gewählt und vertrat dort die seinerzeit als extrem links geltenden Radikalsozialisten. Von 1876 bis 1879 war er Bürgermeister von Amiens. Obwohl er 1876 den Wiedereinzug in die Deputiertenkammer verpasste, wurde er bereits 1877 Mitglied der Nationalversammlung und vertrat dort Amiens.
Nachdem er 1879 eine untergeordnete Regierungsaufgabe übernommen hatte, wurde er 1882 Innenminister im Kabinett von Charles de Saulces de Freycinet. In den Regierungen von Brisson und Freycinet war er von 1885 bis 1886 Minister für öffentlichen Unterricht, Künste und Religion. Dabei unterstrich er seine Position als Verteidiger der Bildungsaufgaben der Regierung. Durch seine Unabhängigkeit und Geradlinigkeit entfremdete er sich von vielen in seiner Partei und war während seines restlichen politischen Lebens, angefangen mit Léon Gambetta, immer wieder im zeitweiligen Konflikt mit seinen politischen Partnern.

## Premierminister und Schnäbele-Affäre
Nach dem Sturz der Regierung Freycinet wurde Goblet am 11. Dezember 1886 selbst Premierminister und übernahm zusätzlich das Innen- und das Religionsministerium. Allerdings war seine Regierung von Anfang an unpopulär, und es gestaltete sich schwierig, überhaupt einen Außenminister zu finden. Dieses Amt wurde schließlich Émile Flourens übertragen.
In die kurze Amtszeit von Premierminister Goblet fiel die Schnäbele-Affäre. Am 20. April 1887 wurde der französische Zollbeamte (eventuell war er auch Bahnhofsvorsteher in Pagny) Wilhelm Schnäbele, französisch Guillaume Schnæbelé (* 1831 in Eckbolsheim bei Straßburg; † 5. Dezember 1900 in Nancy), bei einer Dienstbesprechung auf deutschem Boden von deutschen Beamten verhaftet und in Metz inhaftiert. Begründet wurde dies mit Spionageverdacht.
Der französische Kriegsminister Georges Ernest Boulanger nutzte den Vorfall, um erneut einen Vergeltungsschlag für die im Deutsch-Französischen Krieg erlittene Niederlage gegen Deutschland zu fordern. Es kam zu einer Krise in den deutsch-französischen Beziehungen, die erst nach der von Reichskanzler Otto von Bismarck angeordneten Freilassung Schnäbeles am 30. April 1887 beigelegt werden konnte. Hierbei erwies sich Goblet als Zauderer, der einige Tage lang keine Entscheidung traf, und überließ es Außenminister Flourens, der für Frieden eintrat, sich mit Kriegsminister Boulanger auseinanderzusetzen. Auch wenn sich Goblet schließlich dem Standpunkt Flourens’ anschloss, erwuchs aus der Schwäche gegenüber der starken Meinung des Kriegsministers eine nationale Gefahr.
Nach der Abstimmungsniederlage zum Haushalt trat Goblet am 30. Mai 1887 zurück.

## Späteres politisches Leben und Rückzug aus der Politik
Ein Jahr später (1888) kehrte Goblet letztmals in eine Regierung zurück und übernahm im Kabinett des Radikalen Charles Floquet als Nachfolger von Gustave Flourens das Außenministerium. Bei der Wahl zur Nationalversammlung 1889 wurde er von einem Kandidaten der Boulanger-Partei geschlagen. Nach einer kurzen Zeit im Senat von 1891 bis 1893 wurde er wieder Mitglied der Nationalversammlung.
Zusammen mit Édouard Locroy, Ferdinand Sarrien und Paul Peytral veröffentlichte er ein republikanisches Programm in der Zeitung Petite Republique Francaise. Bei der Wahl zur Nationalversammlung 1898 verlor er jedoch erneut und zog sich danach weitgehend aus der Politik zurück.